# Orsima
Orsima Simon, 1901 è un genere di ragni appartenente alla famiglia Salticidae.

## Distribuzione
Delle due specie oggi note di questo genere una è stata reperita in varie località dell'Africa occidentale e centrale; l'altra in Malaysia, Sumatra e Borneo.

## Tassonomia
A dicembre 2010, si compone di due specie:
- Orsima constricta Simon, 1901[2] — Africa occidentale e centrale
- Orsima ichneumon (Simon, 1901) — Malaysia, Sumatra, Borneo